# Hématozoaire
Un hématozoaire, dans le domaine de la médecine, est un protozoaire parasite des globules rouges, constitué d'une seule cellule.

## Exemple
- Plasmodium falciparum, ou hématozoaire de Laveran, agent du paludisme.